# Зозуля, Фёдор Владимирович
Фёдор Владимирович Зозуля (27 октября (9 ноября) 1907, Ставрополь, Российская империя — 21 апреля 1964, Москва, СССР) — советский военно-морской деятель, адмирал (1955).

## Биография

Могила Ф. В. Зозули на Новодевичьем кладбище.

В ВМФ с 1925 года. Окончил Военно-морское училище имени М. В. Фрунзе в 1928 году и Военно-морскую академию имени К. Е. Ворошилова в 1934 году.
Был штурманом учебного судна и эсминца на Балтийском флоте в 1928—1931 годах. С 1934 года помощник начальника, затем начальник морского отделения оперативного отдела Штаба РККА. Член ВКП(б) с 1938 года.
В апреле 1939 года назначен начальником штаба Каспийской военной флотилии, в декабре заместителем начальника штаба Балтийского флота, в июле 1940 года начальником штаба Кронштадтской военно-морской базы.
С августа 1941 года заместитель начальника штаба Балтийского флота. Участвовал в организации обороны Кронштадта и обеспечении боевой деятельности кораблей Балтийского флота, руководил подготовкой морского десанта в районе Петергофа.
С декабря 1941 года начальник штаба Беломорской военной флотилии, внёсшей большой вклад в оборону Заполярья и обеспечение транспортировки военных грузов.
В июле 1943 года назначен заместителем начальника Оперативного управления Главного Морского штаба.
В сентябре 1944 года назначен командующим Каспийской военной флотилией.
С января 1946 года был начальником штаба Балтийского флота, затем начальником Оперативного управления Главного штаба ВМФ, с июля 1947 года командующий 8-м ВМФ.
С февраля 1950 года начальник Военно-морской академии кораблестроения и вооружения имени А. Н. Крылова.
В 1953—1958 годах заместитель начальника Главного штаба ВМФ, а с февраля 1958 года начальник Главного штаба ВМФ — первый заместитель Главнокомандующего ВМФ. Много сил и энергии вложил в дальнейшее развитие ВМФ, в обеспечение его высокой боевой готовности, в подготовку офицерских кадров.
Умер 21 апреля 1964 года. Похоронен на Новодевичьем кладбище Москвы.

## Награды
- Орден Ленина,
- три ордена Красного Знамени,
- два ордена Красной Звезды,
- медалями,
- Орден Британской Империи 3-й степени (1944[1]).

## Память
Имя «Адмирал Зозуля» присвоено большому противолодочному кораблю проекта 1134.